# ムスタファ・ウルド・サレク
ムスタファ・ウルド・サレク（Mustafa Ould Salek、1936年 - 2012年12月18日）は、モーリタニアの軍人、政治家。1978年7月10日から1979年6月3日まで、モーリタニアの元首である国家再生軍事委員会委員長を務めた。
サレクはモクタル・ウルド・ダッダ大統領によって1978年2月にモーリタニア軍参謀長に任命されていたが、当時のモーリタニアは1975年にモロッコと西サハラの分割協定を結んだ結果、西サハラ独立を目指すポリサリオ戦線のゲリラ戦によって甚大な被害を受けており、経済は混乱を極めていた。1978年7月10日、サレクは軍を率いてクーデターを起こし、ダッダ政権を打倒した。サレクは20人で構成される国家再生軍事委員会を設立して軍事政権を樹立し、自らは委員長に就任して政権を握った。
しかしサレクは、モロッコとの同盟関係を崩さないことに注意を払ったため、ポリサリオ戦線との和平に失敗した。また彼は、国内の2大勢力である南部の黒人と北部のムーア人との政権内部の勢力均衡に失敗し、ムーア人グループのみを重用したため、彼は政権内で孤立するようになっていった。1979年4月6日、アハマド・ウルド・ブシェフ大佐とモハメド・クーナ・ウルド・ハイダラ大佐によって国家再生軍事委員会は救国軍事委員会へと再編され、6月にはサレクは議長職及び元首をモハメド・マフムード・ウルド・ルリー大佐と交代させられた。
2012年12月18日、フランス・パリの病院で死去。76歳没。